# 堀勝之祐
堀 勝之祐（ほり かつのすけ、1941年8月1日 - ）は、日本の俳優、声優、ナレーター。東京府（現東京都）出身。81プロデュース所属。一時期は堀 勝之助名義で活動していた。

## 経歴
東洋音楽高等学校卒業。以前は劇団三期会、劇団二月座、渡辺アーチストクラブ、劇団造形、劇団風、プロモーション・プラスワン、アイ・プロモーション、プロダクションエム・スリーに所属していた。
デビューのきっかけは新聞の広告で、俳優座養成所8期生（同期に山﨑努、松本典子）を経て1959年4月から同年11月まで三期会（現・東京演劇アンサンブル）、1960年2月から1961年8月まで二月座に所属。舞台は1959年5月のアーウィン・ショー原作の『死者を葬れ』で、テレビドラマはNHKで1960年に放送された『事件記者』でデビュー。その事件記者の撮影現場で出会った島宇志夫に勧められて、『陽気なネルソン』で声優デビューし、吹き替えの草創期から活動している。二月座退団後1年のフリー期間ののち、1962年9月より島が主宰した劇団造形に在籍し、当劇団の看板スターとして活躍した。

## 人物
声種はハイバリトン。渋みのあるかっこいい男役で知られる。
外画、アニメ、TV、CMを中心に活躍している。
舞台では、主演を務めた1967年のルロイ・ジョーンズ原作の『トイレット』などのアングラ演劇のほか、ニコラ・バタイユが演出し、加賀まりこと共演した1968年の『夏』、テレビではNHKドラマ『アイウエオ』、大河ドラマなどにも出演している。ほかにNHKで製作、放送されるドキュメンタリー番組のボイスオーバーやナレーションを数多く担当している。洋画の吹き替えではハーヴェイ・カイテルやジョン・ヴォイト、チャールズ・ダンス、ロバート・デ・ニーロ、ウィリアム・ハート、デニス・ホッパー、トム・スケリット、マルコム・マクダウェル、チャック・ノリスなどを担当。過去にはアラン・ドロンやハリソン・フォード、スコット・ウィルソン、リーアム・ニーソンなども担当していた。
野沢那智、富山敬、山田康雄、広川太一郎、伊武雅刀と並んでアラン・ドロンとジャン＝ポール・ベルモンドの両者の吹き替えを経験している人物である。
吹き替える際の演技では、「吹き替える俳優の演技をある程度自分にひっぱりこみ、自分の演技と噛みあわせる」と語り、元の俳優の声に「似せるようなことはなるべくしない」という。それについて「声を似せることは可能だと思うが、それは物真似で、ただ日本語に置き換えればいいのかという話になる。それは吹き替えの役割ではなく、だったら字幕の方が良い」と理由を述べている。
劇団を退団後、しばらくは舞台劇に出演することがなくなっていたが、本人は舞台への出演に意欲を示しており、1978年の清水邦夫作、秋浜悟史演出『火のようにさみしい姉がいて』以降、1987年の『マスターピーシィス』などに散発的に参加している。1979年当時に印象に残っている作品は前述の『夏』だと語っている。

## エピソード
自身で吹き替えをやり始めてから最初の大役だという『理由なき反抗』（NET版、初回放映1969年8月31日『日曜洋画劇場』）は、ジェームズ・ディーンを吹き替えた最初で最後の作品だと語り、放送前には字幕で放送して欲しいというはがきが届いていたという。そして悩んだ末、プロデューサーから「やればできるのだからやってみろ」と叱咤激励もあり、どんな意見が届いてもいいと無我夢中で収録に臨んだと話した。1979年当時で印象に残っている作品として、前述の『理由なき反抗』とレナート・サルヴァトーリを担当した『戒厳令』（初回放映1977年9月26日、TBS『月曜ロードショー』）を挙げている。
1969年の『木曜洋画劇場』で放映された『若者のすべて』で初めて吹き替えを担当し、1970年代初期に多く吹き替えたアラン・ドロンについては、一連の主演作の中でも文芸的で、抑えた演技をしている作品を多く担当した。嬉しさや喜びの半面、苦労も多かったと語り「彼の演技にふっとのれないことがあった。彼の癖とかも入ってくるんだろうが、割合簡単にのれそうでいて意外と拒否されちゃうところがある。そういうところで僕の場合、演技を作って逃げる事もありました」と告白しており、後に専属となる野沢那智が担当した作品を観た際には「野沢さんの場合はぴったり合っているようだなあ」と感じたという。自身はドロンよりも『太陽がいっぱい』のTBS版とフジテレビ版で担当した、モーリス・ロネの吹き替えの方が好きだと述べ、「彼の役柄に対する性格のつかみ方、演技の切れ味、シーンごとに感じる何か冴えみたいなものに魅せられました」と話している。堀は2018年9月22日にBSプレミアムにて放送された番組『アラン・ドロン ラストメッセージ〜映画 人生 そして孤独〜』において『さらば友よ』（TBS版）以来32年ぶりにドロンに扮し、朗読部分を担当した。
俳優の伊武雅刀はエム・スリーでの後輩で、伊武が声優活動を始めたのは、堀から勧められたことがきっかけだという。
1970年代に一世を風靡（）した人気バラエティ『みごろ!たべごろ!笑いごろ!』では、人気キャラクター・デンセンマンの声を担当していた。

### 代役・後任
2010年代からは、一部を除いてレギュラーおよび過去に演じたキャラクターは降板している。
| 後任     | 役名             | 概要作品                             | 代役の初担当作品                    |
| -------- | ---------------- | ------------------------------------ | ----------------------------------- |
| 梶雅人   | ブラッド         | 『スーパーマンIII/電子の要塞』       | WOWOW追加収録部分                   |
| 稲葉実   | フー             | 『鋼の錬金術師 FULLMETAL ALCHEMIST』 | 『鋼の錬金術師 MOBILE』             |
| 白熊寛嗣 | スチュアート大佐 | 『ダイ・ハード2』テレビ朝日版        | スター・チャンネル追加収録部分      |
| 塾一久   | グラックス       | 『グラディエーター』（ソフト版）     | 『グラディエーターII 英雄を呼ぶ声』 |

## 出演（俳優）
太字はメインキャラクター。

### テレビドラマ
- 事件記者（1960年、NHK） - 吉田
- 松本清張シリーズ・黒の組曲「坂道の家」（1962年、NHK） - 山口　※堀勝之助名義
- 戦友（1963年、NET〈現・テレビ朝日〉）
- ある勇気の記録 第18話「第三の暴力」（1967年、NET）
- あゝ同期の桜（1967年、NET）
- 特別機動捜査隊（NET）
  - 第287話「夕陽の町」（1967年）
  - 第320話「女の坂道」（1968年） - 竹井
  - 第417話「美しい町の天使たち」（1969年） - 久保
  - 第433話「全員救出せよ」（1970年） - 小西
  - 第442話「箱根山を包囲せよ」（1970年） - 岡本
  - 第537話「愛と憎しみのバラード」（1972年） - 正之
  - 第576話「悪夢」（1972年）
  - 第586話「ある死刑囚の詩」（1973年） - 坪田
  - 第615話「下町の灯」（1973年） - 樋口
  - 第625話「生と死の詩」（1973年） - 弘
  - 第639話「血染めの大雪原」（1974年） - 小林
  - 第643話「ちぎれた首飾り」（1974年） - 謙三
  - 第653話「待ちぼうけの女」（1974年） - 望月繁
  - 第654話「矢崎班緊急出動せよ」（1974年）  - 教師※友情出演
  - 第733話「銭湯ブルース」（1975年） - 伊吹
  - 第760話「三億円エレジー」（1976年） - 江波圭一郎
  - 第776話「地獄舞」（1976年） - 高津鉄哉
  - 第786話「女子高生と野獣」（1976年） - 編集長
- ジョン万次郎（1968年、日本テレビ）
- 絢爛たる復讐（1969年、NET） - 大津
- 男は度胸（1970年 - 1971年、NHK）
- 荒野の素浪人 第21話「激闘 竜神峡の反乱」（1972年、NET） - 孫七
- 必殺シリーズ（朝日放送）
  - 必殺仕掛人 第13話「汚れた二人の顔役」（1972年） - 追分の千太郎
  - 必殺必中仕事屋稼業 第26話「どたんば勝負」（1975年） - 亥之吉
  - 必殺からくり人 第3話「賭けるなら女房をどうぞ」（1976年） - 喜代造
  - 新・必殺仕置人 第13話「休診無用」（1977年） - 弥平
- 見知らぬ橋（1973年、NET） - 江藤
- 白い牙（1974年、日本テレビ） - カラサワ ※堀勝之助名義
- 事件狩り（1974年、TBS）
- 旗本退屈男 第23話（1974年、NET）
- 仮面ライダーX 第32話「対決! キングダーク対Xライダー」（1974年、毎日放送） - 紳士風の商人（アリカポネ）
- 伝七捕物帳 第37話「天女の舞・夫婦花火」（1974年、日本テレビ） - 彦次郎
- 破れ傘刀舟悪人狩り（NET）
  - 第29話「白の恐怖」（1975年） - 銀次
  - 第53話「真夜中の狂刃」（1975年） - 矢崎新八
  - 第88話「百年目の逃亡者」（1976年） - 浅田勇之介
  - 第127話「復讐の赤い矢」（1977年） - 新之助
- 大江戸捜査網（東京12チャンネル〈現・テレビ東京〉）
  - 第197話「流血の侍志願」（1975年）
  - 第234話「美女群盗伝」（1976年） - 佐吉
- 水戸黄門 第6部 第29話「黄門さまの頑固くらべ ‐木更津‐」（1975年、TBS / C.A.L） - 辰五郎の子分
- 非情のライセンス 第2シリーズ 第61話「兇悪の美女」（1975年、NET） - 堀内
- 霧の神話（1975年、日本テレビ）
- 大河ドラマ（NHK）
  - 花神（1977年） - 御堀耕助
  - 草燃える（1979年） - 東重胤
  - 炎立つ（1994年） - 別当
  - 毛利元就（1997年） - 高橋元光
- 太陽にほえろ!（日本テレビ）
  - 第180話「訣別」（1975年） - 村上達夫
  - 第235話「刑事の娘が嫁ぐとき」（1977年） - 池本俊夫
- 隠し目付参上 第17話「南蛮からくり大怪盗の大逆転か!」（1976年、毎日放送） - 仙八
- 破れ奉行 第3話「無情!人斬り河岸」（1977年、テレビ朝日） - 政吉
- NHK特集 日本の戦後 第6回「くにのあゆみ 〜戦後教育の幕あき〜」（1977年、NHK） - 森本弥三八
- 気まぐれ本格派 第8話「男と男の約束は?」（1977年、日本テレビ） - 小学校の教師
- 新五捕物帳 第24話「御赦免船に散った花」（1978年、日本テレビ） - 太市
- 達磨大助事件帳 第27話「若いのろし」（1978年、ANB） - 用人
- 東芝日曜劇場「松本清張おんなシリーズ・心の影」（1978年、TBS） - アナウンサー
- ザ・スーパーガール 第34話「人妻告白 二人の夫を持つ女」（1979年、東京12チャンネル） - 村岡菊雄
- 鬼平犯科帳 第25話「妙義の團右衛門」（1980年） - 竹造
- 歴史の涙（1980年、TBS） - 放送員 館野守男
- 玉ねぎむいたら… 第8話「混乱ラジオ生放送」（1981年、TBS） - 片桐
- 女商一代 やらいでか!（1981年、東海テレビ） - 田中
- ザ・ハングマンII（朝日放送）
  - 第10話「引き裂かれた水着 スキャンダル殺人」（1982年） - 内田
- 御宿かわせみ 第2シリーズ「奥女中の死」（1982年、NHK） - 仁三郎
- 連続テレビ小説（NHK）
  - おしん 第76話（1983年） - 医者
- 昨日、悲別で（1984年、日本テレビ）
- 忠臣蔵（1985年、日本テレビ） - 岡嶋八十右衛門
- はぐれ刑事純情派 第1シリーズ 最終話「みちのく仙台、父帰る!」（1988年、テレビ朝日）
- 火曜サスペンス劇場（日本テレビ）
  - 愛する妻への遺書（1985年） - 刑事
  - 虹色の殺人（1988年） - 刑事
- 詩城の旅びと（1989年、NHK） - 「円展」職員
- さすらい刑事旅情編II 第4話「山陽新幹線・道後温泉に消えた女」（1989年、テレビ朝日）
- 自主退学（1990年、TBS） - 保護者
- こころ（1994年、テレビ東京） - 叔父
- 揺れる想い（1995年、TBS） - バーテン
- 僕らに愛を!（1995年、フジテレビ） - 大和パン社長

### 映画
- 第五福竜丸（1959年、大映）※堀勝之助名義
- 殺されるのは御免だ（1960年、新東宝） - 学生花村
- 石ころの歌（1962年、英映画社） - 雄三 ※主演
- だいじょうぶマイ・フレンド（1983年、東宝） - 教育ビデオのドクターの吹き替え

### 舞台
- 死者を葬れ（1959年5月20日 - 31日、劇団三期会） - 埋葬兵
- イレーネに罪は無い（1963年1月24日 - 30日、劇団造形） - ウーゴ[25]
- ピエール・パトラン先生（1963年8月30日 - 31日、劇団造形） - チボー・ラニェレ[26]
- 老嬢物語 ドニア・ロシーター（1965年2月19日 - 25日、劇団造形） - X氏
- アンドロマック（1966年4月12日 - 15日、劇団造形） - オレスト[27]
- 白蟻の巣（1966年7月12日・16日、劇団造形）
- トイレット（1967年12月13日 - 28日、アートシアター新宿文化） - オーラ〈バズーカ〉
- 夏（1968年1月20日 - 2月15日、ニコラ・バタイユ演出、アンダーグラウンド蠍座） - ニンニク殿下
- 15の未来派の作品（1969年7月7日 - 19日、ニコラ・バタイユ演出、アートシアター新宿文化） - デフォー
- 火のようにさみしい姉がいて（1978年12月18日 - 28日、秋浜悟史演出、木冬社） - スキー帽
- マスターピーシィス（1987年9月、演劇企画レ・キャンズ）
- 陽だまりの樹 ・第一楽章・（2002年、ドラマティックカンパニー） - 藤田東湖

## 出演（声優）
太字はメインキャラクター。

### 吹き替え

#### 担当俳優
アラン・ドロン
- 悪魔のようなあなた（ピエール・ラグランジュ / ジョルジュ・カンプ）※テレビ朝日版（BD収録）
- アラン・ドロン ラストメッセージ〜映画 人生 そして孤独〜（朗読）※NHK BSプレミアム
- 生きる歓び（ユリス）※NHK版
- 黄色いロールス・ロイス（ステファーノ）※テレビ朝日版（DVD収録）
- さすらいの狼（トーマ）※テレビ朝日版
- サムライ（ジェフ・コステロ）※TBS版
- さらば友よ（ディノ・バラン）※TBS版（新盤BD収録）
- 地下室のメロディー（フランシス・ヴェルロット）※テレビ東京旧録版
- 泥棒を消せ（エディ）※テレビ朝日版
- 山猫（タンクレディ）※NET版（BD収録）
- 世にも怪奇な物語（ウィリアム・ウィルソン）※TBS版（DVD収録）
- 若者のすべて（ロッコ・パロンディ）※テレビ東京版

ウィングス・ハウザー
- コマンド5（ジャック・コバーン）※フジテレビ版
- ザ・モンスター（ラムロッド〈モンスター〉）※テレビ朝日版
- 特攻野郎Aチーム 死者の復讐 棺桶大作戦（ジャック・“ザ・リッパー”・レイン）
- 犯罪捜査官ネイビーファイル（J・D・ゴールド）
- ベッドルーム・アイズ（ハリー・ロス）※テレビ東京版

ウィリアム・ハート
- ゴーリキー・パーク（アルカージー・レンコ大尉）※TV版
- 白いドレスの女（ネッド・ラシーン）※テレビ朝日版（BD収録）
- ダークシティ（フランク・バムステッド警部）※ソフト版
- ドクター（ジャック・マッキー）

キア・デュリア
- 暗闇にベルが鳴る（ピーター）※フジテレビ版（ソフト収録）
- 2001年宇宙の旅（デビッド・ボーマン船長）※テレビ朝日版（BD収録）
  - 2010年（デビッド・ボーマン船長）※テレビ朝日版（BD収録）

クリス・クリストファーソン
- コンボイ（マーティン）
- 沈黙の断崖（オーリン・ハナー・Sr）※ソフト版
- 天国の門（ジェームズ・エイブリル）※テレビ版
- ビリー・ザ・キッド/21才の生涯（ビリー・ザ・キッド）

ジェームズ・カーン
- イレイザー（ロバート・ドゥゲラン）※ソフト版
- ザ・クラッカー/真夜中のアウトロー（フランク）※テレビ版
- ローラーボール（ジョナサン・E）※TBS版

ジェームズ・スチュアート
- ウィンチェスター銃'73（リン・マカダム）※テレビ東京版
- 砂塵（トム・デストリー・ジュニア）※テレビ東京版
- スミス都へ行く（ジェフ・スミス）※テレビ東京版

ジャン＝ポール・ベルモンド
- オー!（フランソワ・オラン）
- 素晴らしき恋人たち（ローザン公）
- 墓場なき野郎ども（エリック）

ジョージ・チャキリス
- 太陽の帝王（バラーム）※日本テレビ版
- ブーベの恋人（ブーベ）※フジテレビ版
- 633爆撃隊（エリック・バーグマン）※テレビ朝日版

ジョン・ヴォイト
- 穴/HOLES（ミスター・サー）
- エネミー・オブ・アメリカ（トーマス・B・レイノルズ）※フジテレビ版
- クロスゲージ（アダム・ウッドワード将軍）
- トゥームレイダー（リチャード・クロフト卿）※テレビ朝日版
- ファンタスティック・ビーストと魔法使いの旅（ヘンリー・ショー・シニア）

ジョン・サクソン
- CSI:5 科学捜査班（ウォルター・ゴードン）
- ジェシカおばさんの事件簿 シーズン1 #4（ジェリー・ライデッカー）
- 特攻野郎Aチーム
  - シーズン1 #2（マーティン・ジェームズ牧師）
  - シーズン3 #18（ケーレム）

- 燃えよドラゴン（ローパー）※TBS版（ソフト収録）

ジョン・リスゴー
- クリフハンガー（エリック・クウェイラン）※ソフト版、日本テレビ版
- ミッドナイトクロス（バーク）※テレビ朝日版（BD収録）
- 無邪気な子供たち（ポール・フィリップス）※TBS版
- リコシェ/炎の銃弾（アール・タルボット・ブレイク）※日本テレビ版

スコット・ウィルソン
- 華麗なるギャツビー（ジョージ・ウィルソン）※テレビ朝日版
- 傷だらけの挽歌（スリム・グリソム）※NET版
- 夜の大捜査線（ハーヴェイ・オバースト）※NET版（BD収録）
- 冷血（ディック・ヒコック）※NET版

チャールズ・ダンス
- ヴィクター・フランケンシュタイン（フランケンシュタイン男爵）
- ゴーストバスターズ（ハロルド・フィルモア教授）
- ストライクバック2:極秘ミッション（コンラッド・ノックス）
- ドラキュラZERO（古来のヴァンパイア）
- 魔性の女 白い肌に秘められた殺意（ルパート・マンロー）※テレビ東京版

チャック・ノリス
- エクスペンダブルズ2（J・B・ブッカー）
- チャック・ノリスの 地獄のヒーロー2（ジェームス・ブラドック大佐）※テレビ東京版（BD収録）
- デルタフォース2（スコット・マッコイ大佐）

デニス・ホッパー
- 沈黙のテロリスト（アレックス・スワン）
- ノックアラウンド・ガイズ（ベニー・チェインズ）
- バックトラック（マイロ）
- ブラックアウト（ミッキー・ウェイン）
- ブルーベルベット（フランク・ブース）※テレビ東京版

トム・スケリット
- アフターショック/ニューヨーク大地震（トーマス・アハーン）
- スペースキャンプ（ザック）※テレビ朝日版
- ポルターガイスト3 / 少女の霊に捧ぐ…（ブルース・ガードナー）※TBS版（ソフト収録）
- マン・ハンティング/人間狩り（ケイシー）※テレビ版

ハーヴェイ・カイテル
- 愛を殺さないで（ジョン・ウッズ）
- スモーク（オーギー・レン）
- 天使にラブ・ソングを…（ヴィンス・ラ・ロッカ）※ソフト版、日本テレビ版
- プレイデッド（ジョン・ハリス）
- 真夏の出来事（ジョージ）
- レザボア・ドッグス（ミスター・ホワイト / ラリー）

ハリソン・フォード
- 心の旅（ヘンリー・ターナー）※ソフト版
- ナバロンの嵐（バーンズビー中佐）※テレビ朝日版
- ハノーバー・ストリート 哀愁の街かど（デイヴィッド・ハロラン中尉）※テレビ朝日版
- ブレードランナー（リック・デッカード）※TBS版（ソフト収録）
- ワーキング・ガール（ジャック・トレーナー）※ソフト版

マイケル・ヨーク
- ドクター・モローの島（アンドリュー・ブラドック）※日本テレビ版2（DVD収録）
- 2300年未来への旅（ローガン）※フジテレビ版
- ロミオとジュリエット（ティボルト）※テレビ朝日版

マルコム・マクダウェル
- ウィングコマンダーIII（トルウィン提督）
- クラス・オブ・1999（マイルズ・ラングフォード）※テレビ朝日版
- スカイエース（グレシャム）※テレビ東京版
- バレエ・カンパニー（アルベルト・アントネリ）
- ブルーサンダー（コクラン大佐）※テレビ朝日版

ランス・ヘンリクセン
- エイリアンVSプレデター（チャールズ・ビショップ・ウェイランド）
- ハード・ターゲット（エミール・フーション）※フジテレビ版
- ストレイン 沈黙のエクリプス（ナレーター）

リーアム・ニーソン
- 嵐の中で輝いて（フランツ＝オットー・ディートリッヒ）※テレビ東京版
- シンドラーのリスト（オスカー・シンドラー）
- スター・ウォーズ物語（本人）※NHK-BS2
- 炎のエマ（ブラッキー・オニール）
  - 華麗なる女実業家/続・炎のエマ

ロバート・デ・ニーロ
- アメリカン・ハッスル（ヴィクター・テレジオ）
- 俺たちは天使じゃない（ネッド）
- 恋に落ちたら…（ウェイン・“マッド・ドッグ”・ドビー）
- ハイド・アンド・シーク 暗闇のかくれんぼ（デイヴィッド・キャラウェイ）※ソフト版
- ボーダー（トム・“ターク”・コワン）
- レナードの朝（レナード・ロウ）※機内上映版

ロバート・デュヴァル
- ウォルター少年と、夏の休日（ハブ・マッケーン）※ソフト版
- 60セカンズ（オットー）※ソフト版
- 大追跡サバイバル・ロード（ビル・グルーエン）※テレビ朝日版

#### 映画
- 愛と哀しみの調べ（ディミトル・ミルガ〈ホルスト・ブッフホルツ〉）
- アイ,ロボット（アルフレッド・ラニング博士〈ジェームズ・クロムウェル〉）※フジテレビ版
- アウト・オブ・サイト（マーシャル・シスコ〈デニス・ファリーナ〉）※日本テレビ版
- 赤い航路（オスカー〈ピーター・コヨーテ〉）
- 赤い殺意（ジャック・ドブソン〈ジェームズ・ベルーシ〉）
- 赤い砂の決闘（リカルド・“グリンゴ”・マルチネス〈リチャード・ハリソン〉）※テレビ版
- アガサ・クリスティ/スキャンダル殺人事件（トニー・ブラウン〈アンソニー・アンドリュース〉）※テレビ朝日版
- アガサ・クリスティ/ロンドン殺人事件（トーマス医師〈シェーン・ブライアント〉）※テレビ版
- 悪魔が夜来る（ジル〈アラン・キュニー〉）※TBS版
- 悪魔の受胎（マーク〈ロビン・クラーク〉）※フジテレビ版
- 悪魔のくちづけ（ノーマン〈ドン・ストラウド〉）※テレビ朝日版
- 悪夢の地底遭難（ジェフ・アシュトン）
- 悪魔のはらわた（フランケンシュタイン男爵〈ウド・キア〉）※テレビ朝日版
- 悪魔を憐れむ歌（スタントン警部補〈ドナルド・サザーランド〉）※フジテレビ版
- アドベンチャー・アーク/アポロンの秘宝（リック・スピアー〈デヴィッド・ウォーベック〉）※テレビ朝日版
- アトランティスの謎（ジム・ポーター〈バー・デベニング〉）※フジテレビ版
- 乱暴者（ジョニー・ストラブラー〈マーロン・ブランド〉）※テレビ朝日版
- アビエイター（オーウェン・ブリュースター上院議員〈アラン・アルダ〉）
- 甘い生活（マルチェロ〈マルチェロ・マストロヤンニ〉）※東京12チャンネル版
- アメリカン・グラフィティ（カート・ヘンダーソン〈リチャード・ドレイファス〉）※テレビ朝日版
- アンドロメダ…（ジェレミー・ストーン博士〈アーサー・ヒル〉）※ソフト版
- 怒りと響きの戦場（イワン・シンツォフ〈キリール・ラヴロフ〉）※テレビ東京版
- いつか晴れた日に（ブランドン大佐〈アラン・リックマン〉）
- いとこ同志（ジャン（クロヴィス）〈クロード・セルヴァル〉）※テレビ東京版
- いまを生きる（ジョン・キーティング〈ロビン・ウィリアムズ〉）※ソフト版
- イルカの日（デイヴィッド〈ジョン・コークス〉）※テレビ朝日版（DVD収録）
- インテリア（フレデリック〈リチャード・ジョーダン〉）※テレビ版（DVD収録）
- イントルーダーズ/第四の遭遇（ドクター・ニール・チェイス〈リチャード・クレンナ〉）
- WANTED/ウォンテッド（ニック・ランドール〈ルトガー・ハウアー〉）
- うたかたの恋（ルドルフ〈オマル・シャリーフ〉）※テレビ朝日版
- 裏街（ポール・サクソン〈ジョン・ギャヴィン〉）※TBS版
- 英雄の条件（ヘイズ・ホッジス大佐〈トミー・リー・ジョーンズ〉）※ソフト版
- エイリアン2（スコット・ゴーマン中尉〈ウィリアム・ホープ〉）※TBS版（日本語吹替完全版Blu-rayBOX収録）
- エイリアン・ネイション（ジョージ〈マンディ・パティンキン〉）※テレビ朝日版
- エクスカリバー（アーサー王〈ナイジェル・テリー〉）※テレビ朝日版
- エグゼクティブ・エクスプレス プリズンブレイク（エンゾ・マーチェッリ〈ロイ・シャイダー〉）
- エグゼクティブ・コマンド（コルパート〈ウォーレン・バートン〉）※フジテレビ版
- SF惑星の男（オダラ〈ジャン＝ピエール・カルフォン〉）※テレビ版
- エマニュエル（マルク〈パトリック・ボーショー〉）※テレビ朝日版
- エリミネーターズ（ハリー・フォンタナ〈アンドリュー・プライン〉）※テレビ版
- エンド・オブ・デイズ（コバック神父〈ロッド・スタイガー〉）※テレビ朝日版
- エントラップメント（クルーズ〈ウィル・パットン〉）※テレビ朝日版
- O.Ｓ.Ｓ.117/殺人売ります（ユベール・ボニスール・ド・ラ・バス〈ジョン・ギャヴィン〉）※フジテレビ版
- オーメン2/ダミアン（チャールズ・ウォーレン〈ニコラス・プライヤー〉）※LD版
- 王様と私（ルンタ）※東京12ch版（60周年記念版BD収録）
- 大空の凱歌（メープル中尉〈ジェームズ・エドワーズ〉）※テレビ朝日版
- 狼の挽歌（スティーブ〈ウンベルト・オルシーニ〉）※TBS版（デラックス版DVD収録）
- 男たちの挽歌（ホー〈ティ・ロン〉）※パラマウント版・TBS版
- 男と女（ピエール〈ピエール・バルー〉）※TBS新録版
- 親指トム（ウディ〈アラン・ヤング〉）※NHK版
- 戒厳令（ロペス〈レナート・サルヴァトーリ〉）※TBS版
- 海流のなかの島々（エディ〈デヴィッド・ヘミングス〉）※テレビ朝日版
- ガス燈（ブライアン・キャメロン〈ジョゼフ・コットン〉）※テレビ朝日版
- 風とライオン ※テレビ朝日版
- 喝采の陰で（アイヴァン・トラヴァリアン〈アル・パチーノ〉）※テレビ版（DVD収録）
- 悲しみは星影とともに（イヴァン〈ニーノ・カステルヌオーヴォ〉）※NHK版[29]
- カリフォルニア万才（マイク・マッコイ〈エルヴィス・プレスリー〉）
- カルメン（アントニオ〈アントニオ・ガデス〉）※TBS版
- カルラの歌/戦士たちの鎮魂歌（ブラッドリー〈スコット・グレン〉）※ビデオ版
- 可愛い悪魔（マゼッティ〈フランコ・インテルレンギ〉）※NET版
- 眼下の敵（ウェア副長〈デヴィッド・ヘディソン〉）※テレビ朝日版（BD収録）
- 危機一髪・殺しの追跡（フレッド・レスター〈リチャード・ハリソン〉）※日本テレビ版
- 気分を出してもう一度 女は踊りながら死んだ（エルベ・ダンデュー〈アンリ・ヴィダル〉）※TBS版
- C.A.T.スクワッド/対武装テロ襲撃班 悪夢の暗殺ウルフ（ドク・バークホールダー〈ジョセフ・コーテス〉）※テレビ東京版
- C.A.T.スクワッド/対武装テロ襲撃班 ハイテク要塞コマンドー指令（ドク・バークホールダー〈ジョセフ・コーテス〉）※テレビ東京版
- 兄弟はみな勇敢だった（ジョエル・ショア〈ロバート・テイラー〉）※NHK版
- 極底探険船ポーラーボーラ（チャック〈スティーブン・キーツ〉）
- キラー・クロコダイル/怒りの逆襲（ジョー〈トーマス・ムーア〉）※フジテレビ版
- 銀河アドベンチャー/SF宝島（リブシー〈デヴィッド・ウォーベック〉）※テレビ東京版
- キングコング（フレッド・ウィルソン〈チャールズ・グローディン〉）※劇場公開版[8]
- キング・ソロモン（グッド〈リチャード・カールソン〉） ※NHK版
- キング・ソロモンの秘宝2/幻の黄金都市を求めて（アラン・クォーターメイン〈リチャード・チェンバレン〉）※フジテレビ版
- キング・マフィア/偽りの報酬（ジョン〈ロバート・デシデリオ〉）※テレビ東京版
- クールボーダー（ジャック・メジャーズ〈リー・メジャース〉）
- グッドモーニング, ベトナム（ディッカーソン上級軍曹〈J・T・ウォルシュ〉）※ビデオ版
- クラッシュ・ダイブ II 沈黙の潜水艦（ラーキン司令官〈ロバート・F・ライオンズ〉）※フジテレビ版
- グラディエーター（グラックス〈デレク・ジャコビ〉）※ソフト版
- クリーチャー（デイヴィッド・パーキンス〈ライマン・ウォード〉）※テレビ東京版
- グリマーマン（ミスター・スミス〈ブライアン・コックス〉）※テレビ朝日版
- 黒い罠（マネロ・サンチェス〈ヴィクター・ミラン〉）
- 刑事ジョー ママにお手あげ（パーネル〈ロジャー・リース〉）※フジテレビ版、（ロス〈ジョン・J・キャンベル〉）※ソフト版
- 刑事ジョン・ブック 目撃者（ダニエル・ホッフライトナー〈アレクサンドル・ゴドゥノフ〉）※フジテレビ版
- 激走!5000キロ（マイケル・バーノン〈マイケル・サラザン〉）※テレビ朝日版
- 月下の恋（ロバート・マリエル〈アンソニー・アンドリュース〉）
- ケニー（ジェシー〈ザック・グルニエ〉）
- 恋のゆくえ/ファビュラス・ベイカー・ボーイズ（ジャック・ベイカー〈ジェフ・ブリッジス〉）※機内上映版[30]
- ゴーストバスターズ（レイモンド・スタンツ博士〈ダン・エイクロイド〉）※フジテレビ版（日本語吹替完全収録版Blu-ray BOX収録）
- ゴーストバスターズ2（レイモンド・スタンツ博士〈ダン・エイクロイド〉）※機内上映版[31]
- コーラスライン（ザック〈マイケル・ダグラス〉）
- コイサンマン（アンドリュー・スタイン〈マリウス・ウェイヤーズ〉）※フジテレビ版
- 荒野の墓標（ジョニー・モンター〈ピーター・リー・ローレンス〉）※フジテレビ版（DVD収録）
- 皇帝のビーナス（ジュール・ド・カヌビル〈スティーヴン・ボイド〉）※TBS版
- 五線譜のラブレター（コール・ポーター〈ケヴィン・クライン〉）
- コップランド（フランク・ラゴンダ〈アーサー・J・ナスカレッラ〉）※日本テレビ版
- この愛を忘れない（フィリップ・メンダム〈デヴィッド・バーニー〉）
- 昆虫大戦争（通信兵）
- コンラック先生（マッド・ビリー〈ポール・ウィンフィールド〉）※テレビ朝日版
- サイエンス・シミュレーション 人類 火星に立つ（マックス・“ブル”・ヘイバー〈ロン・レア〉）
- ザ・クレイジーズ/細菌兵器の恐怖（アーティ・ボルマン〈リチャード・リバティ〉）※フジテレビ版（ソフト収録）
- サスペクト（ドワイト・メドウズ〈ゲイリー・ビジー〉）
- さすらいの航海（オットー・シーエンディック〈ヘルムート・グリーム〉）※テレビ朝日版
- 殺人課（ボビー・ゴールド〈ジョー・マンテーニャ〉）
- 殺人マシーン/デストロイヤー（ロバート・エドワーズ〈アンソニー・パーキンス〉）※テレビ東京版
- サバイバルガイド
- ザ・ビッグ・バトル/巨大なる戦線（マーティン・スコット〈ジュリアーノ・ジェンマ〉）※東京12チャンネル版
- サブウェイ・パニック 1:23PM（プレスコッティ〈エドワード・ジェームズ・オルモス〉）
- ザ・フライ2 二世誕生（スコービー〈ゲイリー・チョーク〉）※テレビ朝日版
- さよならコロンバス（ニール・クラグマン〈リチャード・ベンジャミン〉）※テレビ東京版
- サンゲリア（ピーター・ウエスト〈イアン・マカロック〉）※TBS版（ソフト収録）
- サンフランシスコ大空港（ウィリアム・スタートバント〈クリフ・ポッツ〉、パイロットの声2、男の声）※テレビ朝日版
- シーラ号の謎（トム・パークマン〈リチャード・ベンジャミン〉）※テレビ版
- 死海殺人事件（ジェファーソン・コープ〈デヴィッド・ソウル〉）※テレビ朝日版（DVD収録）
- 死刑台のエレベーター（ジュリアン・タベルニエ〈モーリス・ロネ〉）※テレビ東京版
- 地獄に堕ちた勇者ども（マルティン〈ヘルムート・バーガー〉）
- 地獄の黙示録（ベンジャミン・L・ウィラード大尉〈マーティン・シーン〉）※テレビ東京版（新盤BD収録）
- シザーハンズ（ビル〈アラン・アーキン〉）※テレビ朝日版
- 史上最大の作戦（ウィルソン中尉〈トム・トライオン〉）※日本テレビ版、（フィリップ・キーファ中佐〈クリスチャン・マルカン〉）※テレビ朝日版
- シッピング・ニュース（ジャック〈スコット・グレン〉）
- 死の狩人モニカ（フェデリコ〈ジャン・ソレル〉）※テレビ東京版
- ジャッジ・ドレッド（ジャッジ・グリフィン〈ユルゲン・プロホノフ〉）※フジテレビ版
- 11人のカウボーイ（ロング・ヘア〈ブルース・ダーン〉）※テレビ朝日版
- 上流社会（マイク・コナー〈フランク・シナトラ〉）※TBS版
- ジンギス・カン（テムジン＝ジンギス・カン〈オマル・シャリーフ〉）※テレビ朝日版
- 新・手錠のままの脱獄（ジョニー・ジョンソン〈ロバート・ユーリック〉）※テレビ朝日版
- スーパーコップ90（マイク・ギャラガー〈ピーター・ウェラー〉）※ビデオ版
- スーパー・マグナム（フレイカー〈ギャヴァン・オハーリー〉）※テレビ朝日版（BD収録）
- スーパーマンIII/電子の要塞（ブラッド〈ギャヴァン・オハーリー〉）※テレビ朝日版（BD収録）
- 酔拳2（ウォン・ケイイン〈ティ・ロン〉）※ソフト版
- 推定有罪（ユージーン・アンダーソン〈ラリー・ジョン・メイヤーズ〉）※NHK版
- スウィング・キッズ（クノップ〈ケネス・ブラナー〉）
- スカイ・ファイター/地獄の最終指令（グレン・アンダーソン大佐〈スティーヴ・レイルズバック〉）※テレビ東京版
- スカウト（アル・ペルコーロ〈アルバート・ブルックス〉）
- スキャンダル・愛の罠（マイケル〈トニー・ムサンテ〉）※テレビ東京版
- スケアクロウ（ジャック・ライリー〈リチャード・リンチ〉）※テレビ朝日版
- スター・トレック（ウィラード・デッカー〈スティーヴン・コリンズ〉）※テレビ朝日版（LD・オリジナル・クルー劇場版BOX収録）
- スターリングラード大攻防戦・熱い雪（ドロズドフスキー中尉〈ニコライ・エリョーメンコ〉）※テレビ朝日版
- ステラ（スティーヴン・ダラス〈スティーヴン・コリンズ〉）※日本テレビ版
- ストーム・キャッチャー（ジェイコブズ〈ロバート・ミアノ〉）
- ストライク・コマンドー[注 2]（ラデック〈クリストファー・コネリー〉）
- ストローカーエース（ストローカー・エース〈バート・レイノルズ〉）※フジテレビ版
- スペースウォリアーズ/宇宙からの侵略（ジャック・ブレスリン〈ジョー・コーテス〉）
- グレート・バーバリアン（サングラール〈ピーター・マッコイ〉）※テレビ東京版
- スペンサーの山（クレイボーイ・スペンサー〈ジェームズ・マッカーサー〉）※NET版
- スリーパーズ（ダニー・スナイダー弁護士〈ダスティン・ホフマン〉）※ソフト版
- スリーピー・ホロウ（スティーンウィック牧師〈ジェフリー・ジョーンズ〉）※テレビ東京版
- 聖地ノックへの旅（アルフレッド〈ジョン・ハート〉）
- 西部戦線異状なし（フランツ・ケメリック〈ベン・アレクサンダー〉）※テレビ朝日版
- ゼイリブ（ナダ〈ロディ・パイパー〉）※テレビ朝日版（BD収録）
- セイント/フィクションメーカーズ（サイモン・テンプラー〈ロジャー・ムーア〉）※テレビ版
- セブンセントの決闘（ショーン・ギャレット〈ロジャー・ムーア〉）※テレビ朝日版
- 戦火の勇気（ハーシュバーグ将軍〈マイケル・モリアーティ〉）※テレビ朝日版
- 全艦発進せよ（デイヴ・マクドゥーガル〈ジョージ・ネイダー〉）※テレビ東京版
- 1900年（アッティラ・メランキーエ〈ドナルド・サザーランド〉）※テレビ朝日版
- 戦場にかける橋（ニコルソン大佐〈アレック・ギネス〉）※ソフト版
- 戦争と平和（アナトール・クラーギン〈ヴィットリオ・ガスマン〉）※テレビ朝日版
- 戦争のはらわた（マイヤー少尉〈イゴール・ガロ〉）※テレビ版（BD収録）
- 相続人（ダビッド〈シャルル・デネ〉）※日本テレビ版(BD収録)
- ダーティハリー（スコルピオ〈アンディ・ロビンソン〉）※テレビ朝日版（BD収録）
- 対決（ノールズ大佐〈ロイ・シャイダー〉）※テレビ東京版
- 大脱走（トンネル王 ウイリー〈ジョン・レイトン〉）※フジテレビ版（ソフト収録）
- 第2章（レオ・シュナイダー〈ジョセフ・ボローニャ〉）※テレビ版
- ダイ・ハード2（スチュアート大佐〈ウィリアム・サドラー〉）※テレビ朝日版（日本語吹替完全版Blu-rayBOX収録）
- 太陽がいっぱい（フィリップ・グリンリーフ〈モーリス・ロネ〉）※フジテレビ版（スペシャル・エディションDVD&新盤BD収録）、TBS版（ビデオ収録）
- たくましき男たち（クリント・アリソン〈キャメロン・ミッチェル〉）※フジテレビ版
- Touch タッチ（ビル・ヒル〈クリストファー・ウォーケン〉）
- 007/消されたライセンス（ジェームズ・ボンド〈ティモシー・ダルトン〉）※ANA機内上映版[32]
- 007 慰めの報酬（ミスター・ホワイト〈イェスパー・クリステンセン〉）※BSジャパン版
- 黙って抱いて（ジャン・モレル〈アンリ・ヴィダル〉）※テレビ東京版
- 誰かに見られてる（マイク・キーガン〈トム・ベレンジャー〉[33]）※機内上映版
- タワーリング・インフェルノ（ダグ・ロバーツ〈ポール・ニューマン〉）※TBS版
- ダンディー少佐（ティム・ライアン〈マイケル・アンダーソン・Jr.〉）※フジテレビ版
- 探偵マイク・ハマー 俺が掟だ!（マイク・ハマー〈アーマンド・アサンテ〉）
- 地下室の魔物（アレックス・ファーナム〈ジム・ハットン〉）※テレビ東京版
- チェーン・リアクション（ライマン・アール・コリアー〈ブライアン・コックス〉）※テレビ朝日版
- チャイルド・プレイ2（フィル・シンプソン〈ゲリット・グレアム〉）
- ツインズ（ジュリアス・ベネディクト〈アーノルド・シュワルツェネッガー〉）※ソフト版
- ツイン・ピークス/ローラ・パーマー最期の7日間（リーランド・パーマー〈レイ・ワイズ〉）※ソフト版
- 綱渡りの男（ジョー・フォスデク〈キャメロン・ミッチェル〉）※テレビ朝日版
- 椿姫（アルマン・デュヴァル〈ロバート・テイラー〉）※テレビ朝日版
- テキサス群盗団（ジェス・カーリン〈オーディ・マーフィ〉）※日本テレビ版
- 手錠の男（ウィリー・マーティン〈ベン・クーパー〉）※テレビ版
- テスタメント（トム・ウェザリー〈ウィリアム・ディヴェイン〉）
- デストラップ・死の罠（シドニー・ブリュール〈マイケル・ケイン〉）※テレビ版
- デッド・ロイヤル（ジェリー〈R・リー・アーメイ〉）
- 電撃脱走 地獄のターゲット（バーディ・ウィリアムズ〈イアン・マクシェーン〉）※テレビ版
- ドーベルマン（ソーヴール・クリスティーニ〈チェッキー・カリョ〉）
- 闘将スパルタカス（ランダス〈スティーヴ・リーヴス〉）※テレビ朝日版
- 逃亡地帯（ジェイク・ロジャース〈ジェームズ・フォックス〉）※TBS版
- トゥルーマン・ショー（クリストフ〈エド・ハリス〉）※テレビ版
- 都会のジャングル（アンソニー〈ポール・ニューマン〉）
- 突然炎のごとく（ジム〈アンリ・セール〉）※テレビ朝日版
- 隣の女（ベルナール・クードレー〈ジェラール・ドパルデュー〉）※TBS版
- 飛べ!フェニックス（ハインリッヒ・ドーフマン〈ハーディ・クリューガー〉）※TBS版
- ドラキュラ'72（アルカード〈クリストファー・ニーム〉）※テレビ版
- トレイダー・ホーン（エミール・デュモン〈ジャン・ソレル〉）※フジテレビ版
- トロイのヘレン（パリス〈ジャック・セルナス〉）※NHK版
- 永遠の愛に生きて（C・S・ルイス〈アンソニー・ホプキンス〉）※ビデオ版
- ナイスガイ・ニューヨーク（アラン・ベイカー〈フランク・シナトラ〉）※日本テレビ版
- ナイトメア・シティ（ディーン・ミラー〈ヒューゴ・スティグリッツ〉）※毎日放送版（DVD収録）
- 長く熱い夜（ジョディ・ヴァーナー〈アンソニー・フランシオサ〉）※テレビ朝日版
- 長くつ下ピッピの冒険物語（セティグレン氏〈デニス・デューガン〉）
- 夏の嵐（フランツ・マーラー中尉〈ファーリー・グレンジャー〉）※TBS版
- ナバロンの嵐（シュローダー少佐〈マイケル・バーン〉）※テレビ東京版
- 二重露出/死のシャッター（エイドリアン・ワイルド〈マイケル・カラン〉）※テレビ東京版
- 贋金つくり（モローニ警部〈フォスコ・ジアケッチ〉）※テレビ東京版
- NY検事局（リーアム・ケイシー〈イアン・ホルム〉）
- ニューヨーク25時・少女誘拐（スティーヴ・ピーターソン〈ジェームズ・ノートン〉）※テレビ朝日版
- ネバー・セイ・ダイ/地獄のデルタ・フォース（ジェームズ〈ビリー・ドラゴ〉）
- HEART（クレイトマン医師〈ビル・パターソン〉）
- バウンド（ミッキー〈ジョン・P・ライアン〉）※テレビ東京版
- 墓石と決闘（モーガン・アープ〈サム・メルヴィル〉）※テレビ朝日版（BD収録）
- 白熱（ゲイター〈バート・レイノルズ〉）※テレビ版（DVD収録）
- 裸のランチ（ビル・リー〈ピーター・ウェラー〉）
- ハタリ!（チャールズ・“チップ”・モーリー〈ジェラール・ブラン〉）※フジテレビ版（BD収録）
- バットマン（ブルース・ウェイン / バットマン〈マイケル・キートン〉）※TBS版
- バトルクロス/戦慄の処刑指令（ダニエル・ホーキンス〈マイケル・サラザン〉）※テレビ東京版
- パニック航海'83/豪華客船を襲う連続怪死事件!!（マーヴィン・ラック〈レン・バーマン〉）※テレビ朝日版
- バニラ・スカイ（カーティス・マッケイブ〈カート・ラッセル〉）
- パリの連続殺人（チャールズ侯爵〈ジュリアン・グローヴァー〉）
- パリは燃えているか（ロジャー・ガロア少佐〈ピエール・ヴァネック〉）※日本テレビ版（BD収録）
- ハロウィンII（ゲーリー・ハント〈ハンター・ヴォン・リール〉）※日本テレビ版（BD収録）
- バンクジャック（ジョー・コリンズ〈ウォーレン・ベイティ〉）※フジテレビ版
- 晩秋（ジョン・トレモント〈テッド・ダンソン〉）※ビデオ版
- ビートルズがやって来るヤァ!ヤァ!ヤァ!（ジョージ・ハリスン）※テレビ版
- 必殺エクスタミネーター（クーパー〈ロバート・ギンティ〉）※日本テレビ版
- 必殺処刑ハンター（ジェームズ・フランクリン〈クリストファー・ニーム〉）※テレビ東京版
- 必殺!少林寺武芸帳（シャオホー〈ジェームス・ティエン〉）※TBS版
- 必殺ビッグガン/最後の標的（ミシェル〈エチエンヌ・シコ〉）※テレビ朝日版
- 羊たちの沈黙（ハンニバル・レクター博士〈アンソニー・ホプキンス〉）※DVD・BD版、（ドクター・チルトン〈アンソニー・ヒールド〉）※テレビ朝日版
- ファイナル・オプション（ピーター・スケルン大尉〈ルイス・コリンズ〉）※テレビ朝日版（BD収録）
- ファイナル・ステージ（JJ・カーティス〈ピーター・オトゥール〉）
- ファミリービジネス（ヴィト・マクマレン〈ダスティン・ホフマン〉）
- フェイズIV 戦慄!昆虫パニック（ジェームズ・R・レスコ〈マイケル・マーフィー〉）※テレビ東京版（BD収録）
- ブライアンの青春（ゲイル・セイヤーズ〈ビリー・ディー・ウィリアムズ〉）※テレビ東京版
- ブラッドビーチ　謎の巨大生物！ギャルまるかじり(血に飢えた白い砂浜　裸の美女を狙う砂のジョーズ！) (ハリー・コールダー〈デビッド・ハフマン〉) #フジテレビ版
- プランサー トナカイの贈り物（ジョン・リッグス〈サム・エリオット〉）※テレビ東京版
- ブルースカイ（ヴィンス・ジョンソン大佐〈パワーズ・ブース〉）
- ブレア・ウィッチ・プロジェクト（インタビューを受ける住人〈ジム・キング〉）
- ブレイド（ドラゴネッティ〈ウド・キア〉）※テレビ東京版
- フロム・ダスク・ティル・ドーン2（C・W・ナイルズ〈ミューズ・ワトソン〉）
- フロム・ヘル（ベン・キドニー〈テレンス・ハーヴェイ〉）※テレビ東京版
- ベートーベン（ヘルマン・ヴァーニック〈ディーン・ジョーンズ〉）※NHK版
- ヘアスプレー（ウィルバー・ターンブラッド〈クリストファー・ウォーケン〉）
- ヘカテ（ジュリアン・ロシェル〈ベルナール・ジロドー〉）※フジテレビ版
- 北京原人の逆襲（ジョニー・フェン〈ダニー・リー〉）
- ヘリオス 赤い諜報戦（ソン・アン部長〈ワン・シュエチー〉）
- ベルサイユのばら（アンドレ・グランディエ〈バリー・ストークス〉）※日本テレビ版（ソフト収録）
- ヘルプ!4人はアイドル（ジョージ・ハリスン）
- ベンジーの愛（ディートリッヒ〈エド・ネルソン〉）※NHK版
- ペンタグラム/悪魔の烙印（パトリック〈ジェフ・コーバー〉）※テレビ朝日版
- ボーン・アイデンティティー（デッド・コンクリン〈クリス・クーパー〉）※フジテレビ版
- 暴走列車/大惨事への豪雪山脈急勾配（レス・リーヴァー〈ベン・マーフィ〉）※テレビ朝日版
- ポセイドン（ロバート・ラムジー〈カート・ラッセル〉）
- ポセイドン・アドベンチャー2（マイク・ターナー〈マイケル・ケイン〉）※TBS版（DVD収録）
- 炎のいけにえ（リッカルド〈レイ・ラブロック〉）
- 炎の砦マサダ（エレアザル・ベン・ヤイール〈ピーター・ストラウス〉）
- ポリス・ストーリー3（チャイバ〈ケネス・ツァン〉）
- ポルターガイスト（スティーヴ・フリーリング〈クレイグ・T・ネルソン〉）※TBS版
- 幌馬車（トラヴィス・ブルー〈ベン・ジョンソン〉）※テレビ版
- ホワイトファング2/伝説の白い牙（モーゼス・ジョセフ〈アル・ハーリントン〉）※ソフト版
- ポンペイ最後の日（バービックス〈アラン・ヘイル〉）※テレビ東京版
- マージョリーの告白（チャールズ・ターナー・ジュニア〈サム・エリオット〉）
- マイ・ウェイ（トニー・マドックス〈ケン・リーチ〉）
- マイ・ライバル（テリー・ティングロフ〈スコット・グレン〉）※テレビ朝日版
- マッド・シティ（ケヴィン・ホランダー〈アラン・アルダ〉）※フジテレビ版
- マッドマックス2（パッパガーロ〈マイク・プレストン〉）※テレビ朝日版（BD収録）
- 摩天楼を夢みて（デイヴ・モス〈エド・ハリス〉）
- マネキン（B・J・ワート〈スティーブン・ビノビッチ〉）※テレビ朝日版
- 真夜中の記憶（アラン・ハミルトン〈スティーヴン・マクト〉）
- 真夜中の野獣刑事・全裸殺人鬼を追え!（ウォーレン・ステイシー〈ジーン・デイビス〉）※テレビ朝日版
- マレフィク 呪われた監獄（ラサール〈フィリップ・ロダンバッシュ〉）
- マローン/黒い標的（チャールズ・デラニー〈クリフ・ロバートソン〉）※テレビ東京版
- マンディンゴ（ハモンド・マックスウェル〈ペリー・キング〉）※テレビ版
- マンボ・キングス/わが心のマリア（セザール・カスティーロ〈アーマンド・アサンテ〉）
- ミクロの決死圏（ビル・オーウェンス海軍大佐〈ウィリアム・レッドフィールド〉）※フジテレビ版
- ミッドウェイ（エルネスト・ブレイク少佐〈ロバート・ワグナー〉）※TBS版
- 皆殺しの用心棒（スタン・ロス〈リチャード・ハリソン〉）※テレビ旧録版
- 名犬ラッシーシリーズ（コーリー・スチュアート〈ロバート・ブレイ〉）
  - 名犬ラッシー/宇宙は近いぞ、ラッシー!
  - 名犬ラッシー/ラッシーの“愛こそすべて”
  - 名犬ラッシー/ラッシーの“クーガーはともだち” ※ビデオ版
- めぐり逢い（マイク・ギャンブリル〈ウォーレン・ベイティ〉）
- メッセンジャー・オブ・デス（ホーマー・フォックス〈ローレンス・ラッキンビル〉）※テレビ朝日版
- もういちど殺して/キル・ミー・アゲイン（ヴィンス・ミラー〈マイケル・マドセン〉）※ビデオ版
- 燃えよドラゴン（ウィリアムス〈ジム・ケリー〉）※テレビ朝日版（BD収録）
- モビー・ディック（エイハブ船長〈パトリック・スチュワート〉）※ビデオ版
- ヤング・アインシュタイン（アインシュタインの父）
- ヤング・シャーロック/ピラミッドの謎（レイス先生〈アンソニー・ヒギンズ〉）※フジテレビ版（DVD収録）
- 夕陽に向って走れ（ウィリー・ボーイ〈ロバート・ブレイク〉）※テレビ朝日版
- 誘惑の行方（マーク・ケイン〈エド・ネルソン〉）
- 雪の国境突破!脱獄作戦（ジョー・ベイカー〈ジェームズ・ドルーリー〉）※日本テレビ版
- 溶解人間（テッド・ネルソン博士〈バー・デベニング〉）※TBS版（BD収録）
- 48時間PART2/帰って来たふたり（フランク・クルーズ〈エド・オロス〉）※フジテレビ版
- ライアー（エドワード・ケネソウ刑事〈マイケル・ルーカー〉）
- ラピッド・ファイアー（フランク・スチュアート〈レイモンド・J・バリー〉）※テレビ朝日版
- ラビリンス/魔王の迷宮（魔王ジャレス〈デヴィッド・ボウイ〉）※フジテレビ版
- ラプソディー（ジェームズ・ゲスト〈ジョン・エリクソン〉）※NHK版
- ラブ・バッグ モンテカルロ大爆走（ジム・ダグラス〈ディーン・ジョーンズ〉）
- ランボー/怒りの脱出（エリクソン〈マーティン・コーヴ〉）※日本テレビ版
- リアル・ブラッド（アル・マッコード〈ダニー・アイエロ〉）
- リベラ・メ（キム・イノ〈イ・ホジェ〉）
- 理由なき反抗（ジム・スターク〈ジェームズ・ディーン〉）※NET版
- ルディ/夢はレースで1等賞!（パパ〈ウルリッヒ・ミューエ〉）
- レイズ・ザ・タイタニック（ジーン・シーグラム博士〈デヴィッド・セルビー〉）※フジテレビ版
- レインディア・ゲーム（ジャック・バングス〈デニス・ファリーナ〉）※テレビ朝日版
- レッド・ドラゴン（ドクター・チルトン〈アンソニー・ヒールド〉）※テレビ東京版
- レネゲイズ（フィンチ警部補〈ビル・スミトロヴィッチ〉）※テレビ朝日版
- レマゲン鉄橋（バーンズ陸軍少佐〈ブラッドフォード・ディルマン〉）※TBS版・テレビ東京旧録版（両版ともBD収録）
- 恋愛小説家（メルヴィン・ユドール〈ジャック・ニコルソン〉）※ビデオ・DVD版
- ローズマリーの赤ちゃん（ガイ・ウッドハウス〈ジョン・カサヴェテス〉）※テレビ東京新録版
- RONIN（ミキー〈フェオドール・アトキン〉）※フジテレビ版
- ロイヤル・セブンティーン（アラステア・ペイン〈ジョナサン・プライス〉）
- ロケットマン（ポール・ウィック〈ジェフリー・デマン〉）
- ロボコップ3（マクダゲット隊長〈ジョン・キャッスル〉）※ソフト版
- ロボフォース 鉄甲無敵マリア（B12〈ラム・チェンイン〉）
- ロミオ+ジュリエット（ロレンス神父〈ピート・ポスルスウェイト〉）※テレビ朝日版
- ロング・トレイル!（ビル・ブライソン〈ロバート・レッドフォード〉）
- ロング・ライダーズ（ジェシー・ジェームズ〈ジェームズ・キーチ〉）※テレビ朝日版
- ワイアット・アープ（ドク・ホリデイ〈デニス・クエイド〉）※テレビ東京版
- 私は犯された/エレイン夫人の裁判（ラリー・レッツリフ〈クリフ・ポッツ〉）※NET版
- 罠に堕ちた天使（ハワード・ニコルズ〈リチャード・メイサー〉）
- ワルキューレ（ルートヴィヒ・ベック〈テレンス・スタンプ〉）

#### ドラマ
- 愛と復讐のヒロイン（デビッド〈ジェームズ・ファレンティノ〉）
- アウトランダー（キルゴア裁判官〈カーン・ファルコナー〉）
- アトランティスから来た男（ミラー・サイモン博士〈ケネス・タイガー〉）
- アボンリーへの道（ジャスパー・デール〈R・H・トムソン〉）
- ER緊急救命室シーズン10 #14（アーニー・ナドラー〈リチャード・クライン〉）
- V（ロバート〈マイケル・デュレル〉）※日本テレビ版
- 浮気なおしゃれミディ（ダッシュ・ゴフ〈ジェラルド・マクレイニー〉）
- X-ファイル
  - シーズン1 #15（ジャック・ウィリス捜査官〈クリストファー・オールポート〉）※ソフト版、テレビ朝日版、#16（ジョー・クランドール〈ゴードン・ティプル〉）※ソフト版
  - シーズン2 #14（ジム・オーズベリー〈ダン・バトラー〉）※テレビ朝日版
  - シーズン3 #14（ビル・パターソン捜査官〈カートウッド・スミス〉）※テレビ朝日版
  - シーズン4・5・7（マイケル・クリッチュガウ〈ジョン・フィン〉）※テレビ朝日版
- NCIS:LA 〜極秘潜入捜査班
  - シーズン3・シーズン4（マルセル・ジャンヴィエ“カメレオン”〈クリストファー・ランバート〉）
- エレメンタリー ホームズ&ワトソン in NY
  - シーズン2 #5（マイケル・グラスマン医師〈ティボー・フェルドマン〉）
  - シーズン5 #17（スレシンジャー市会議員〈ジョン・ドーマン〉）
- Empire 成功の代償（テリー・シラー〈デヴィッド・ダーロウ〉）
- 機甲戦虫紀LEXX（ボグ〈ルトガー・ハウアー〉）
- クリミナル・マインド8 FBI行動分析課（ジョン・ネルソン〈レイ・ワイズ〉）
- ゲームの達人（アンソニー・ジェームズ・ブラックウェル〈ハリー・ハムリン〉）
- 刑事コロンボシリーズ
  - 刑事コロンボ 構想の死角（ジム・フェリス〈マーティン・ミルナー〉）
  - 刑事コロンボ 自縛の紐（マイロ・ジャナス〈ロバート・コンラッド〉）※日本テレビ版
  - 刑事コロンボ 祝砲の挽歌（ウィリアム・ヘインズ〈トム・シムコックス〉）
  - 新・刑事コロンボ 奪われた旋律（フィンドレー・クロフォード〈ビリー・コノリー〉）※WOWOW版
- 刑事スタスキー&ハッチ シーズン1 #6（ジェリー・ニーラン）、#9（ビリー・ハークネス〈マイケル・デラノ〉）
- 刑事ナッシュ・ブリッジス シーズン6 #18（ボビー・ブリッジス〈マイケル・ベック〉）
- 刑事ハンター（リック・ハンター刑事〈フレッド・ドライヤー〉）
- 刑事フォイル（ジョン・サックヴィル卿〈グレアム・クラウデン〉）
- こちらブルームーン探偵社 シーズン1 #3（ブライアン・ベイカー）
- ザ・クラウン 炎のリベンジャー（フュルマン〈アンドレアス・シュミット＝シャラー〉）
- ザ・ハンガー シーズン1 #18（リチャード・ストライク〈スティーヴン・マクハティ〉）
- ザ・ホスピタル（ホァン・カイユェン〈チャン・フージェン〉）
- サンダーバード（ミード少尉、スタン・フレミング、医師ラング）
- ジェシカおばさんの事件簿
  - シーズン2 #13（マーク・リー・レイノルズ）、#22（クーパー警察署長〈クリフ・ゴーマン〉）
  - シーズン3 #22（ランディ・ウィットワース〈パトリック・ウェイン〉）
- シャーロック・ホームズの冒険「悪魔の足」（モーティマー・トレゲニス〈ダミアン・トーマス〉）
- じゃじゃ馬億万長者（ディーン・ピータース〈ヴァン・ウィリアムズ〉）
- 新アウターリミッツ（デイヴ・ストックリー〈キム・コーツ〉、謎の男〈マイケル・サラザン〉、アダム・パイク医師〈ジェフリー・デマン〉、アンガス・デヴァイン大佐〈ミートローフ〉）
- 新80日間世界一周（アルフレッド・ベネット〈ロバート・ワグナー〉）※テレビ版
- 新・弁護士ペリー・メイスン（イーガン弁護士）
- 心理探偵フィッツ（ナイジェル・キャシディ〈クリストファー・フルフォード〉）
- スーパーナチュラル9（リー保安官）
- スタートレック:ディープ・スペース・ナイン（ヴィック・フォンテーン〈ジェームズ・ダレン〉）
- スタートレック:ヴォイジャー（ヘンリー・ジェインウェイ〈ケヴィン・タイ〉）※第117話「甦るジェインウェイ家の秘密/11:59」
- スティーヴン・キングのザ・スタンド（ディーツ〈シャーマン・ハワード〉）
- スティーブン・キングのランゴリアーズ（ブライアン・イーグル〈デヴィッド・モース〉）※ビデオ版、（ロジャー・トゥーミー〈ジョン・グリーセマー〉）※NHK版（DVD収録）
- ストレイン 沈黙のエクリプス（エイブラハム・セトラキアン〈デイビッド・ブラッドリー〉、#1（ナレーター〈ランス・ヘンリクセン〉）
- スパイ大作戦 奇跡の心臓移植（フランク・キアニー〈ジョー・ドン・ベイカー〉）
- 青春の城 コビントン・クロス（サー・アイバー〈ジェームズ・スミス〉）
- 0011ナポレオン・ソロシーズン1 #19（アヒメッド大尉〈ポール・ルカザー〉）
- 則天武后（許敬宗）
- ターザンの大冒険（ヴァンダイン医師）※NHK-BS2版
- 第一容疑者1 連鎖（ジョージ・マーロウ）
- タイムトンネル　
  - 「土民の奇襲」（キプリング〈デビッド・ワトソン〉）
  - 「恐怖の街」（ピート〈ゲーリー・ヘインズ〉)
- 地上最強の美女たち!チャーリーズ・エンジェル
  - シーズン1 #10（クリフトン・カニンガム）
  - シーズン2 #8（ダグ・オニール）
  - シーズン3 #4（ビル・フリーマン〈マイケル・グッドウィン〉）
- 地上最強の美女バイオニック・ジェミー（クリス・ウィリアムズ）
- TAKEN（チェット・ウェイクマン博士〈マット・フリューワー〉）
- デスパレートな妻たちシーズン1 #19（サム〈ジェフ・ピアソン〉）
- 電撃スパイ作戦 #13（中尉）、#25（少尉）
- 特捜刑事マイアミ・バイス シーズン3 #23（マイキー〈マイケル・カーマイン〉）
- 特攻野郎Aチーム
  - 大アマゾンの秘宝（ブライアン・レフコート〈バリー・ヴァン・ダイク〉）
  - 地中海殴り込み大作戦（ジョニー・エンジェル〈マイケル・デラノ〉）
  - 必殺! 最後の大血戦（ハリー・サリバン〈ポール・グリーソン〉）
  - 間違えられた殺し屋モンキー（クレイジー・ウェイン）
- ニキータ（長官〈ユージン・ロバートグレイザー〉）
- PERSON of INTEREST 犯罪予知ユニット（ロス・ギャリソン上院議員〈ジョン・ドーマン〉）
- バーナビー警部（イアン・クレイギー〈マイケル・フィースト〉）
- ファミリータイズ（ロバート・キートン）
- フェーム/青春の旅立ち シーズン1 #16（ポール・フォーブス）
- ふたりは最高!ダーマ&グレッグ シーズン1 #14（サラザー）
- フレンズ（レナード・グリーン博士〈ロン・リーブマン〉）
- プロビデンスシーズン1 #7（フランク・ジェリッシュ〈マイケル・フェアマン〉）
- 弁護士シャノン（ジャック・シャノン〈ジェイミー・シェリダン〉）
- 冒険野郎マクガイバー（クレイグ・バニスター〈マイケル・グッドウィン〉）
- 魔術師 MERLIN（ドラゴン〈ジョン・ハート〉）
- 名探偵ポワロ ※NHK版
  - クラブのキング（バニー・ソーンダース〈ジョナサン・コイ〉）
  - コーンワルの毒殺事件（ジェイコブ・ラドナー〈ジョン・ボウラー〉）
  - エジプト墳墓のなぞ（ロバート・エイムズ〈ロルフ・サクソン〉）
  - ポワロのクリスマス（ジョージ・リー〈エリック・カート〉）
- 名探偵モンク2（アラメーダ警部〈トニー・プラナ〉）
- モンスターズ シーズン1 #9（ゲイブ）
- ヤングライダーズ（サム・ケイン保安官〈ブレット・カレン〉：Season 1）
- 陽気なネルソン
- ラッシュアワー（ドラゴン〈ジェームズ・ホン〉）
- 砂漠鬼部隊（ラット・パトロール 第2シーズン）（タリー・ペティグルー二等兵〈ジャスティン・タール〉）NETテレビ（現テレビ朝日）系
- リンコ（パパ〈ロバート・イトー〉）※NHK版
- ロンドン指令X（マシュウ・ハーディング〈ゲイリー・ファイルズ〉）

#### アニメ
- アイアンマン（トニーの父）
- きかんしゃトーマス（海軍の提督）※テレビ東京版
- ディズニー短編映画 ドナルドのそっくりさん（そっくりさん）
- バットマン（ジョサイア・ウォームウッド）

### テレビアニメ
1965年
- 鉄腕アトム (アニメ第1作)

1971年
- アニメンタリー 決断

1973年
- 侍ジャイアンツ（大山田拳）

1978年
- 新巨人の星（1978年 - 1979年、ロメオ・南条） - 2シリーズ
- ルパン三世 (TV第2シリーズ)

1979年
- ベルサイユのばら（フェルゼン〈代役〉）

1980年
- 宇宙戦士バルディオス（1980年 - 1981年、ハーマン）

1981年
- あしたのジョー2
- 戦国魔神ゴーショーグン（サントス大統領）

1982年
- 銀河旋風ブライガー（ロコ・モンテス）
- 魔法のプリンセス ミンキーモモ（スコタビッチ）
- 南の虹のルーシー（アーサー・ポップル）

1983年
- キャッツ・アイ（海原神）

1985年
- ルパン三世 PARTIII

1986年
- めぞん一刻（三越善三郎）

1988年
- グリム名作劇場（青ひげ）

1990年
- ジャングル大帝（新）（トレイシー）
- 楽しいムーミン一家（灯台守）

1991年
- トラップ一家物語（トラップ男爵）
- 魔法のプリンセス ミンキーモモ 夢を抱きしめて（スコタビッチ）

1994年
- BLUE SEED（1994年 - 1995年、ナレーション）

1995年
- 鬼神童子ZENKI（役小角）

1996年
- 名探偵コナン（1996年 - 2007年、阿部豊、及川武頼）

1997年
- 金田一少年の事件簿（都築哲雄）

1998年
- サイレントメビウス（ギゲルフ・リキュール）
- 太陽の子エステバン（BS版）（ナレーター、ピサロ総督）
- 虹の戦記イリス（ドクター・アビス）
- MASTERキートン（ユーリー・スコット）

1999年
- KAIKANフレーズ（ブラウンロッジのマスター）
- THE ビッグオー（1999年 - 2003年、シュバルツバルト） - 2シリーズ
- 週刊ストーリーランド（1999年 - 2000年、大統領、橋本徹夫）
- セラフィムコール（桜瀬公三）
- BLUE GENDER（セノ・ミヤギ）

2000年
- ゾイド -ZOIDS-（ワグナー）

2001年
- ノワール（ナザーロフ）

2002年
- アソボット戦記五九（テンドウ）
- 王ドロボウJING（ヴァン・クォート）
- 花田少年史（合田優太郎）
- 炎の蜃気楼（北条幻庵）
- ラーゼフォン（弐神譲二）

2003年
- アストロボーイ・鉄腕アトム（猿田博士）
- AVENGER（ガンツ）
- 宇宙のステルヴィア（リチャード・ジェームズ）
- 京極夏彦 巷説百物語（鳥蔵）
- SPACE PIRATE CAPTAIN HERLOCK（台羽博士）
- D・N・ANGEL（坪内）

2004年
- 攻殻機動隊 S.A.C. 2nd GIG（アンジェリカ）

2005年
- 英国戀物語エマ（2005年 - 2007年、キャンベル子爵） - 2シリーズ
- ギャラリーフェイク（マリアンの父）
- 甲虫王者ムシキング 森の民の伝説（舟）
- BUZZER BEATER（マードック）
- MONSTER（ネベラ署長）

2006年
- 味楽る!ミミカ（守家まもる）

2007年
- エル・カザド（ウェブスター）
- スカルマン THE SKULL MAN（立木恭一郎）
- 精霊の守り人（鍛冶屋）
- もっけ（お爺ちゃん）

2008年
- アリソンとリリア（モルソー）
- ゴルゴ13（ヒューム）
- スケアクロウマン（老ライダー）
- 隠の王（ブラック・デュランダル）
- 薬師寺涼子の怪奇事件簿（辰巳周五郎）

2009年
- DARKER THAN BLACK -流星の双子-（パブリチェンコ博士）
- 鋼の錬金術師 FULLMETAL ALCHEMIST（2009年 - 2010年、フー）

2011年
- 青の祓魔師（老人）
- X-MEN（プロフェッサーX）
- GOSICK -ゴシック-（セルジウス）
- へうげもの（細川幽斎〈2代目〉）

2012年
- エウレカセブンAO（フカイ・トシオ）
- ZETMAN（中田二郎）

2013年
- 宇宙戦艦ヤマト2199（ガル・ディッツ）※2012年劇場先行公開

2015年
- 銃皇無尽のファフニール（ユグドラシル）
- 東京喰種トーキョーグール シリーズ（2015年 - 2018年、和修常吉） - 2シリーズ

### 劇場アニメ
1981年
- 劇場版 宇宙戦士バルディオス（月影長官、ナレーター）

1982年
- 戦国魔神ゴーショーグン（サントス）

1986年
- 火の鳥 鳳凰編（我王）

1987年
- バリバリ伝説

1992年
- 地球を救え!なかまたち ちびねこトムの大冒険（ドーン）

1995年
- KAZU&YASU ヒーロー誕生（納谷宣雄）

1997年
- ヘルメス－愛は風の如く（リュカルゴス王）

2000年
- 機動戦士ガンダム 特別版（エッシェンバッハ侯）
- 機動戦士ガンダムII 哀・戦士編 特別版（レビル将軍）
- 機動戦士ガンダムIII めぐりあい宇宙編 特別版（レビル将軍）

2004年
- イノセンス

2006年
- トップをねらえ!劇場版（タカヤ提督）
- パプリカ（島寅太郎）

2010年
- マルドゥック・スクランブル 圧縮（弁護士）

2015年
- アップルシード アルファ（マシューズ）

### OVA
1986年
- 傷追い人（1986年 - 1988年、茨木圭介）
- バリバリ伝説（市川）

1987年
- 火の鳥 宇宙編（猿田）
- ダーティペア（ブラスト）
- ヘル・ターゲット（ハンス・クルーガー）

1989年
- エクスプローラーウーマン・レイ（リグ・ヴェーダ）
- 銀河英雄伝説（コルネリアス・ルッツ）

1991年
- 1月にはChristmas（手紙の声）
- インフェリウス惑星戦史外伝 CONDITION GREEN（1991年 - 1993年、ブラフォード将軍）

1994年
- 真・孔雀王（慈覚）

1996年
- 親鸞聖人と王舎城の悲劇（修行者）

1998年
- ジオブリーダーズ（黒猫）

1999年
- 太陽の船 ソルビアンカ（セゴビア）
- 菜々子解体診書（将校）
- ブラック・ジャック（大木の声）

2000年
- 銀河英雄伝説外伝 決闘者（コルネリアス・ルッツ）

2001年
- まんがビデオ 墓場鬼太郎（ナレーション）

2006年
- トップをねらえ2!（師匠）
- HELLSING（アイランズ卿） - 2作品

2008年
- やなせたかしメルヘン劇場 ほしのこルンダ（ピカール）

2011年
- SUPERNATURAL: THE ANIMATION（リチャード・サリバン）

### ゲーム
1992年
- ダンジョンマスター セロンズクエスト（ナレーション）

1998年
- ディアブロ（ナレーション）

1999年
- Syphon filter（トーマス・マーキンソン）

2003年
- ラーゼフォン 蒼穹幻想曲（弐神譲二）

2004年
- 宇宙のステルヴィア（リチャード・ジェームズ）
- アニメバトル 烈火の炎 〜Flame of Recca〜 FINAL BURNING（巡狂座）

2005年
- 戦神 -いくさがみ-（ナレーション）
- 機動戦士ガンダム 一年戦争（レビル将軍）
- ゴールデンアイ ダーク・エージェント（フランシスコ・スカラマンガ）
- ハリー・ポッターと炎のゴブレット（ヴォルデモート卿）

2007年
- SDガンダム GGENERATION SPIRITS（ヨハン・エイブラハム・レビル）
- ガンダム無双（レビル将軍）
- グローランサーVI（ブランドル）

2008年
- ガンダム無双 Special（レビル将軍）
- スーパーロボット大戦Z（シュバルツバルト）

2011年
- ラストストーリー（ナレーション）

2012年
- 機動戦士ガンダム オンライン（レビル）
- レイトン教授VS逆転裁判（ミスト・ベルデューク）

2014年
- 第3次スーパーロボット大戦Z 時獄篇（シュバルツバルト）

2019年
- ガンダムネットワーク大戦（ヨハン・イブラヒム・レビル）

2023年
- モンスターストライク（フー）

### ラジオドラマ
- SFワイドスペシャル/大放浪（1978年、NHK、ファン・ロドリゲス）
- アドベンチャーロード / 妖怪博士と少年探偵団（1986年、NHK-FM、大鳥時計店主人：大鳥清蔵）
- 青春アドベンチャー（NHK-FM）
  - アドリア海の復讐（1994年、ザトマール伯爵）
  - タイム・リーパー（1998年、アマカス）
  - イカロスの誕生日（2000年、高遠）
  - これは王国のかぎ（2000年、ジャーハル）
- 恋する音楽小説（NHK-FM）
  - 卒業〜Love me tender〜（2001年、宮田先生）
  - ファイナルステージ（2001年、宮田先生）

### ドラマCD
- ハイパー・イメージ・アルバム スパイラルゾーン（1986年、ナレーション）※LPレコード
- デビルマン伝説（1998年、ゼノン）
- Fate/Grand Order 英霊伝承ドラマCD 英霊伝承異聞 〜巌窟王 エドモン・ダンテス〜（2017年、ファリア神父[50]）

### 音楽CD
- ソウル怪人二十面相（1977年、怪人二十面相[51]）※セリフ・ヴァージョン

### テレビ番組
- 日本テレビ 怪奇特集!!あなたの知らない世界（オープニングナレーション）
- 毎日放送 世界まるごとHOWマッチ（声の出演）
- NHK-BS1 BS世界のドキュメンタリー（声の出演）
- テレビ朝日 ニュースステーション（ナレーション）
- NHK総合 NHK特集 ワールドTVスペシャル 無法のジャングル〜アマゾン開発の暗部〜（1991年、アデミール・アンドラージ国会議員）
- TBS ニッセイワールドドキュメント世界謎紀行・神々のいたずら（1996年10月13日 - 1997年9月21日、ナレーション）
- フジテレビ FNNニュース555 ザ・ヒューマン（1997年3月31日 - 1998年3月29日、ナレーション）
- TBS サンデーモーニング（ナレーション）
- NHK教育 ぼうけん!メカラッパ号（2000年4月 - 2002年3月、オーモンの声）
- NHK総合 NHKスペシャル “一瞬”の戦後史〜スチール写真が記録した世界の60年（2005年6月5日、小説家 ジョン・スタインベック、北朝鮮軍元兵士 ハン・スンナム 他）
- NHK総合 NHKスペシャル 21世紀の潮流 アフリカゼロ年
  - 第1回「ジェノサイドを止めるのは誰か」（2005年7月9日、米国務省スーダン担当特別代表 チャールズ・シュナイダー、ジャンジャウィード ティジャニ・ガドル）
  - 第3回「子ども兵を生んだのは誰か〜モザンビーク・内戦の果てに〜」（2005年7月24日、元レナモ部隊長）
- NHK総合 NHKスペシャル そして日本は焦土となった 〜都市爆撃の真実〜（2005年8月11日、イギリス第10爆撃隊 ハロルド・ナッシュ、第314航空団 航法士 ローランド・ボール）
- NHK-BShi ハイビジョン特集 宇宙ロマン 星に秘められた46億年の物語（2006年4月6日、NASAゴダード宇宙飛行センター マイケル・ムンマ博士）
- NHK-BShi ハイビジョン特集 天才画家の肖像 レンブラント 自画像が語る光と影（2006年11月13日、レンブラント・ファン・レイン）
- NHK教育 ETV特集 焼け跡から生まれた憲法草案（2007年2月10日、室伏高信）
- NHK-BShi ハイビジョン特集 アルプス オーストリア 緑輝く氷河の谷（2008年6月10日、山岳ガイド ギスベアート・ラベーダー）
- NHK総合 NHKスペシャル エジプト発掘 第1集 「ピラミッド 隠された回廊の謎」（2009年7月5日、エジプト考古学者 ボブ・ブライアー博士）
- NHK-BShi ハイビジョン特集 エジプト発掘 第1集「ピラミッドはこうして造られた」[注 3]（2009年7月18日、エジプト考古学者 ボブ・ブライアー博士）
- NHK総合 NHKスペシャル 魔性の難問 〜リーマン予想・天才たちの闘い〜（2009年11月15日、パデュー大学特別教授 ルイ・ド・ブランジュ博士）
- NHK-BShi ハイビジョン特集 素数の魔力に囚われた人々 リーマン予想・天才たちの150年の闘い[注 4]（2009年11月21日、パデュー大学特別教授 ルイ・ド・ブランジュ博士）
- NHK教育 地球ドラマチック
  - 帰ってきた 珍鳥ヤツガシラ〜アルプスを越えて〜（2013年4月6日、大工 マンフレート・エッケンフェルナー）
  - 新種発見!?史上最大の恐竜（2016年7月23日、動物学者 デイビッド・アッテンボロー）
- NHK教育 ろうを生きる　難聴を生きる（2013年11月24日、米内山明宏の手話の読み上げ）
- NHK BSプレミアム コズミックフロント 宇宙でイチバン！ 宇宙一明るく輝く星（2014年6月12日、ヒッパルコス）
- NHK総合 世界ふれあい街歩き コルマール/フランス（2015年2月24日、グルメな愛妻家 ルシアン・ラルブ）
- NHK教育 サイエンスZERO（声の出演）
- TBS 日立 世界・ふしぎ発見!（声の出演）
- NHK総合 NHKスペシャル 戦後70年 ニッポンの肖像 政治の模索 第1回「保守・二大潮流の系譜」（2015年7月18日、岸信介）
- NHK総合 NHKスペシャル 新・映像の世紀
  - 第1集「百年の悲劇はここから始まった」（2015年10月25日、ジョン・メイナード・ケインズ）
  - 第3集「時代は独裁者を求めた」（2015年12月20日、副首相 元中央党 フランツ・フォン・パーペン、ユダヤ人の移送を見ていた市民）
- NHK総合 NHKスペシャル シリーズ 激動の世界
  - 第1回 「テロと難民 〜EU共同体の分断〜」（2016年1月9日、仏国際関係研究所特別顧問 地政学者 ドミニク・モイジ、ギリシャ内務大臣 パナギオティス・クルブリス）
  - 第2回 「大国復活の野望 〜ロシア・プーチンの賭け〜」（2016年1月10日、民間世論調査機関レバダセンター レフ・グトコフ所長）
- NHK総合 NHKスペシャル ふたりの贖罪〜日本とアメリカ・憎しみを越えて〜（2016年8月15日、日系3世 ジミー・ヤギ）

### CM
- 足立宝石店（ナレーション）
- PILOT パイロット・カスタム（ナレーション）
- コナミ 「謎の壁ブロックくずし」「火の鳥鳳凰編我王の冒険」「エスパードリーム」「グリーンベレー」「エキサイティングビリヤード」「月風魔伝」(ナレーション)

### その他コンテンツ
- ディズニーシー・トランジットスチーマーライン（ナレーション〈2代目〉）
- 東京ディズニーランド・カリブの海賊（トーキングスカル〈リニューアル後〉）